# Pfarrkirche Zell am Moos

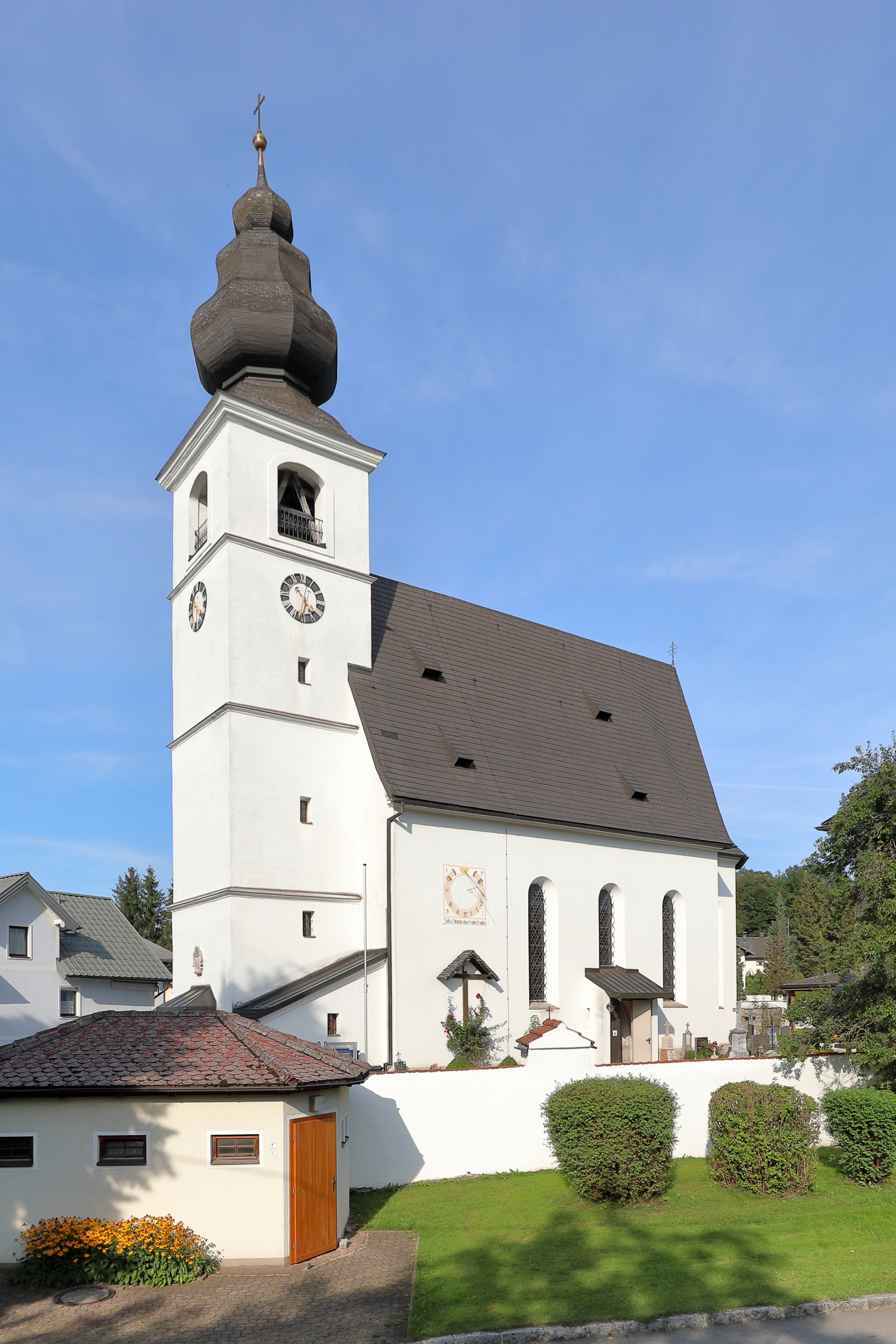
Katholische Pfarrkirche Mariä Himmelfahrt in Zell am Moos

Die römisch-katholische Pfarrkirche Zell am Moos steht in der Gemeinde Zell am Moos im Bezirk Vöcklabruck in Oberösterreich. Sie ist dem Fest Mariä Himmelfahrt geweiht und gehört zum Dekanat Frankenmarkt in der Diözese Linz. Das Bauwerk steht unter Denkmalschutz (Listeneintrag).

## Geschichte
Die Kirche wird erstmals 1107 urkundlich erwähnt. Die Kirche wurde 1441 geweiht und 1672 teilweise umgebaut.

## Architektur
Kirchenäußeres
Die Kirche ist durch eingezogene Streben gegliedert. Der Westturm ist viergeschoßig und hat einen barocken birnenförmigen Helm aus der Zeit zwischen 1670 und 1674. Das Portal von 1696 ist aus Marmor. Das Südportal und die Sakristeitür sind gotisch. Beide weisen Steinmetzzeichen auf.
Kircheninneres
Das einschiffige gotische Langhaus hat vier Schiffsjoche. Der Chor ist einjochig und schließt im 3/8-Schluss. Sowohl Langhaus als auch Langhaus sind netzrippengewölbt.

## Ausstattung
Der Hochaltar vom Ende des 18. Jahrhunderts ist aus Marmor gefertigt. Das Altarbild malte Franz Nikolaus Streicher. in den Jahren 1785 und 1786. Es stammt aus der abgebrochenen Pfarrkirche Mondsee. Der Tabernakel stammt aus dem zweiten Viertel des 18. Jahrhunderts. Sie wurden von einem Schüler Guggenbichers verändert. Die Seitenaltäre stammen vom Ende des 18. Jahrhunderts, die Gemälde sind aus der ersten Hälfte des 18. Jahrhunderts. Die Kanzel wurde um 1800 im klassizistischen Stil gebaut. Auf ihr ist ein spätgotisches Relief „Ausschüttung des Heiligen Geistes“. Es wurde um 1500 in Oberösterreich geschaffen. Die Statuen der Heiligen Blasius und Erasmus sind spätgotisch vom Ende des 15. Jahrhunderts. Ein Rosenkranzbild ist vom Anfang des 16. Jahrhunderts. Das Taufbecken wurde Ende des 17. Jahrhunderts geschaffen. In der Sakristei ist ein Lavabo von 1706. Das Eingangsgitter im Turmerdgeschoß ist vom Ende des 17. Jahrhunderts.

## Glocke
Die Glocke wurde 1739 gegossen.